# Ladies and Gentlemen: The Rolling Stones
Ladies and Gentelemen: The Rolling Stones è un film concerto del gruppo rock britannico The Rolling Stones relativo alla loro tournée Nord Americana del 1972 a supporto del loro album Exile on Main St. Fu diretto da Rollin Binzer e distribuito nei cinema il 14 Aprile 1974.

## Produzione e re-edizioni
Il film fu girato durante quattro concerti tenutosi nel 1972, due a Fort Worth e due a Houston, ed è stato distribuito in formato quadraphonic, una variazione del formato audio magnetico a quattro tracce, dove ogni spettacolo ebbe due torri di speakers uno ad ogni lato dello schermo che propagavano il suono a 100 decibel.
Il film venne concepito con lo scopo di offrire un'esperienza più vicina possibile ad un concerto, oltre al suono, il biglietto si poté comprare non al botteghino del cinema ma nelle biglietterie che si occupavano di concerti.
Per celebrare la premiere del film tenutosi a New York nel Ziegfeld Theatre, la casa distribuzione, Dragonaire Ltd., organizzò una fiera con musicisti, maghi, ballerini e cibo da strada ma l'evento fu cancellato dalla polizia perché i 100.000 partecipanti previsti sarebbero potuto essere un pericolo per la collettività.
Il lungometraggio ebbe una distribuzione limitata, fu proiettato solo a New York, Los Angeles, San Francisco, Chicago, Dallas and Atlanta in 200 sale cinematografiche con un guadagno di più di due milioni di dollari.
L'11 Ottobre 2010 venne fatta uscire una re-edizione del filmato in DVD e nel 2017, fu rilasciato in formato CD.

## Tracce
1. Brown Sugar – 3:50 (Mick Jagger, Keith Richards)
2. Bitch – 3:36 (Mick Jagger, Keith Richards)
3. Gimme Shelter – 4:37 (Mick Jagger, Keith Richards)
4. Dead Flowers – 4:03 (Mick Jagger, Keith Richards)
5. Happy – 3:05 (Mick Jagger, Keith Richards)
6. Tumbling Dice – 3:45 (Mick Jagger, Keith Richards)
7. Love in Vain – 2:25 (Robert Johnson)
8. Sweet Virginia – 4:27 (Mick Jagger, Keith Richards)
9. You Can't Always Get What You Want – 2:51 (Mick Jagger, Keith Richards)
10. All Down the Line – 3:49 (Mick Jagger, Keith Richards)
11. Midnight Rambler – 6:53 (Mick Jagger, Keith Richards)
12. Bye Bye Johnny – 2:08 (Chuck Berry)
13. Rip This Joint – 2:23 (Mick Jagger, Keith Richards)
14. Jumpin' Jack Flash – 3:42 (Mick Jagger, Keith Richards)
15. Street Fighting Man – 3:16 (Mick Jagger, Keith Richards)

## Formazione
The Rolling Stones
- Mick Jagger – voce solista, chitarra
- Keith Richards – chitarra, voce
- Mick Taylor – chitarra
- Charlie Watts – batteria
- Bill Wyman – basso

Musicisti aggiuntivi
- Nicky Hopkins - pianoforte
- Ian Stewart – pianoforte
- Jim Price - tromba, trombone
- Bobby Keys – sax

## Certificazioni
Canada (2)
(vendite: 20 000+)

 Germania
(vendite: 25 000+)

 Nuova Zelanda
(vendite: 2 500+)

 Stati Uniti
(vendite: 100 000+)